# Yves Heurté
Yves Heurté, né le 7 avril 1926 à Marigny (Marne), mort le 19 février 2006 à Cierp-Gaud (Haute-Garonne), est un écrivain, auteur de romans pour la jeunesse, dramaturge et poète français.

## Biographie
D'origine bretonne, Yves Heurté mène pendant toute sa vie à la fois une carrière d'auteur et celle de médecin de montagne dans la Haute-Garonne (de 1953 à 1988). Cette multi-activité l'influence constamment : ses œuvres littéraires sont nourries de ses expériences professionnelles et il met son talent littéraire comme ses capacités médicales au service d'une implication dans divers domaines humanitaires (boat-people, jeunes toxicomanes).
Il poursuit des études de médecine à Bordeaux, en même temps qu'il pratique la musique (il est flûtiste), le théâtre, les sports de combat et de montagne (il devient aspirant guide).
Passionné de voyages à pied, il parcourt ainsi l'Europe méditerranéenne, l'Asie, les bordures himalayennes, le Tibet de l'ouest, l'Afrique noire, le grand nord de l'Europe, et l'Amérique latine (Argentine).
Poète internaute, Yves Heurté, comme d'autres auteurs contemporains francophones (Huguette Bertrand, Bernard Perroy, François Bon, Michel Gerbal, Stéphane Méliade, Emmanuel Hiriart, Marie Mélisou et bien d'autres) utilise le réseau international d'internet comme outil de création et pédagogique, faisant partager son expérience d'auteur.

## Œuvres
Romans (liste non exhaustive)
- La Ruche en feu, Gallimard, 1970
- Le Passage du Gitan, Gallimard, 1991
- Les Chevaux de vent, éditions Milan, 1995
- L'Horloger de l'aube, Syros, 1997
- L'Atelier de la folie, Seuil, 1998
- Le Livre de la Lézarde, avec Claire Forgeot, Seuil jeunesse, 1998[3]
- Le Pas du Loup, éditions L'ecir, 2006

Yves Heurté a écrit plusieurs romans pour la jeunesse, ainsi que des contes et nouvelles.
Textes autobiographiques
- Journal de nuit, journal de guerre d'un adolescent, éditions Alan Sutton, 2003
- L'Homme qui marchait, éditions Nicolas Philippe, 2004
- Vous, gens de montagne, De Borée, 2004

Théâtre
- Une dizaine de pièces aux éditions Rougerie

## Prix et distinctions
- Prix 12/17 Brive-Montréal[4] 1992 avec Daniel Sernine
- Prix de poésie Joël Sadeler[5] 2002 pour Chocolats chauds et autres gourmandises